# Furisode

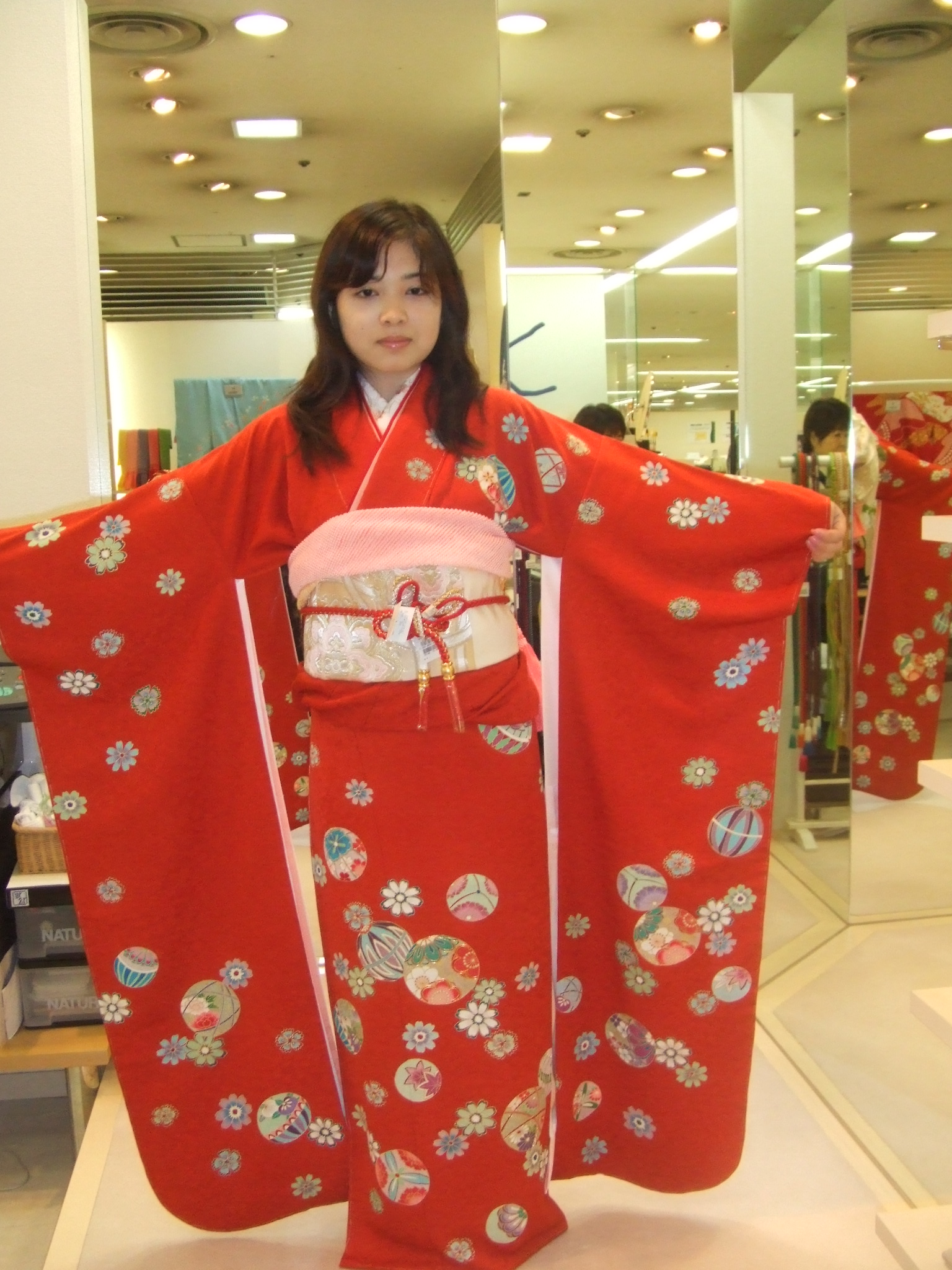
Ejemplo de una joven vistiendo un furisode rojo.

Un Furisode (振袖 que significa «mangas oscilantes»?) es una variedad de kimono reconocible por sus mangas largas. Existen tres sub-tipos de este que dependen de la longitud de las mangas: el Kofurisode, cuyas mangas son de 85 centímetros, el Chuburisode, que son de una longitud media, alrededor de unos 100 centímetros y es el tipo más común. Por último el Oburisode, cuyas mangas son de 114 centímetros y estas cuelgan más o menos hasta los tobillos y recibe el nombre de honfurisode o "furisode de verdad".
El término furisode era utilizado para referirse a las prendas de los niños, que tenían unas mangas de una longitud considerablemente más cortas a las actuales, y ahora estas prendas se llaman wakiake, mientras que el furisode pasó a ser únicamente utilizado por mujeres.

## Historia

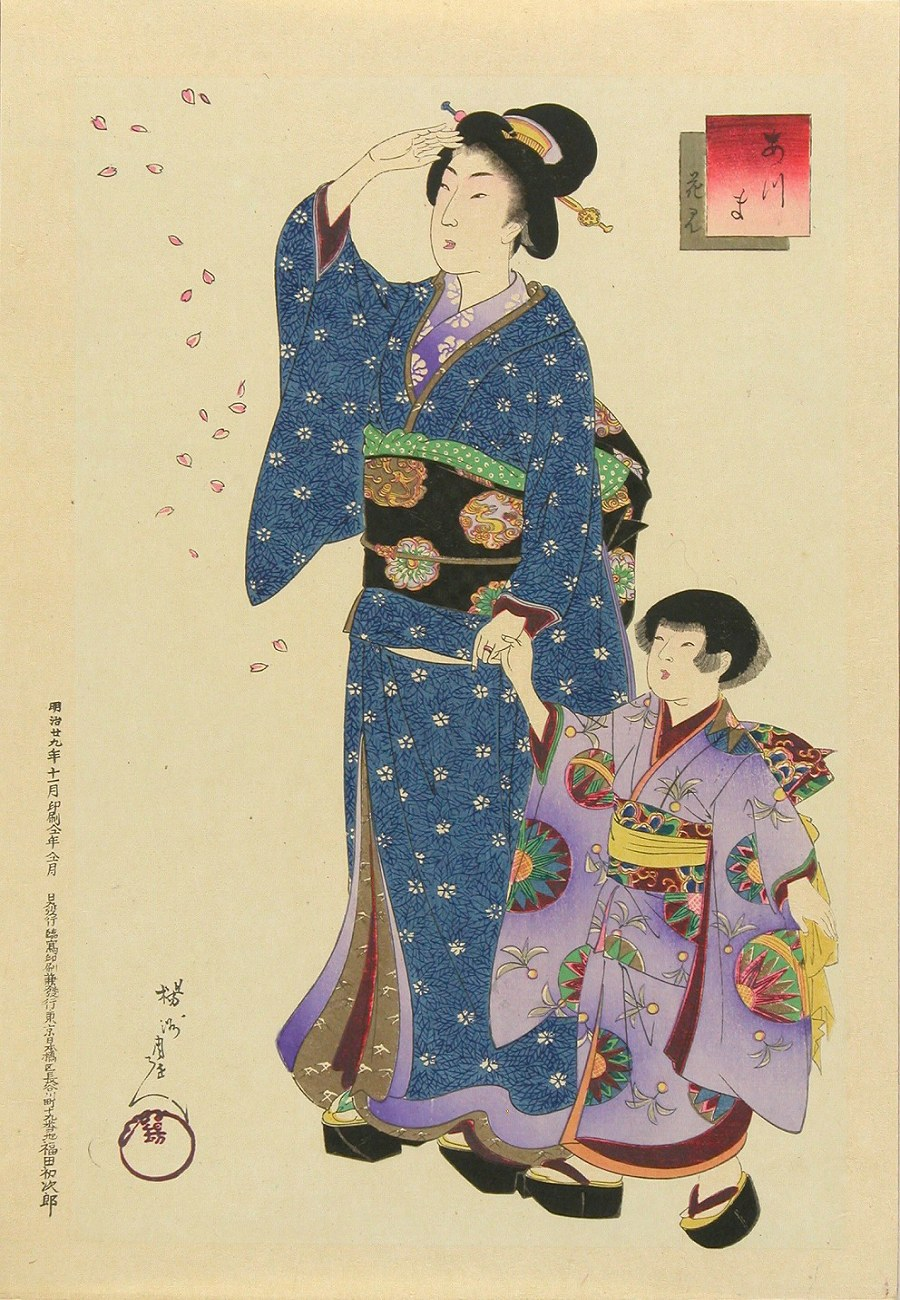
Ilustración de madre e hija usando un furisode, por Yōshū Chikanobu, circa 1896.

El furisode se originó a mediados de 1500 como ropa unisex para niños y niñas de clase alta, pero su uso era exclusivo para estos y no era utilizado por adultos. Inicialmente, el furisode tenía relativamente mangas cortas y era usado todos los días por aquellos que pudieran permitírselo. Conforme avanzó el tiempo, las mangas se hicieron cada vez más extravagantes y se convirtió en una prenda elegante para vestir principalmente en ocasiones especiales. De acuerdo a un texto del siglo XVII, los varones solo podían vestirlo hasta que cumplieran dieciocho años o hasta que llegara su Genpuku (ceremonia japonesa en la que los jóvenes pasan de niños a adultos), mientras que las jóvenes podían usarlo hasta el matrimonio o cuando cumplieran veinte. En sus comienzos, el furisode no diferenciaba notoriamente entre ambos sexos, pero el diseño comenzó a cambiar permitiendo así la distinción a partir del siglo XIX y XX. El furisode terminó por convertirse de una vestimenta unisex para niños a una prenda únicamente utilizada por mujeres. 
Antiguamente, el furisode era comprado o rentado por los padres para entregárselo a sus hijas cuando cumplían veinte años, siendo el estilo más formal de kimono utilizado por las mujeres jóvenes y solteras dispuestas a casarse en Japón. El furisode generalmente se fabrica de seda.

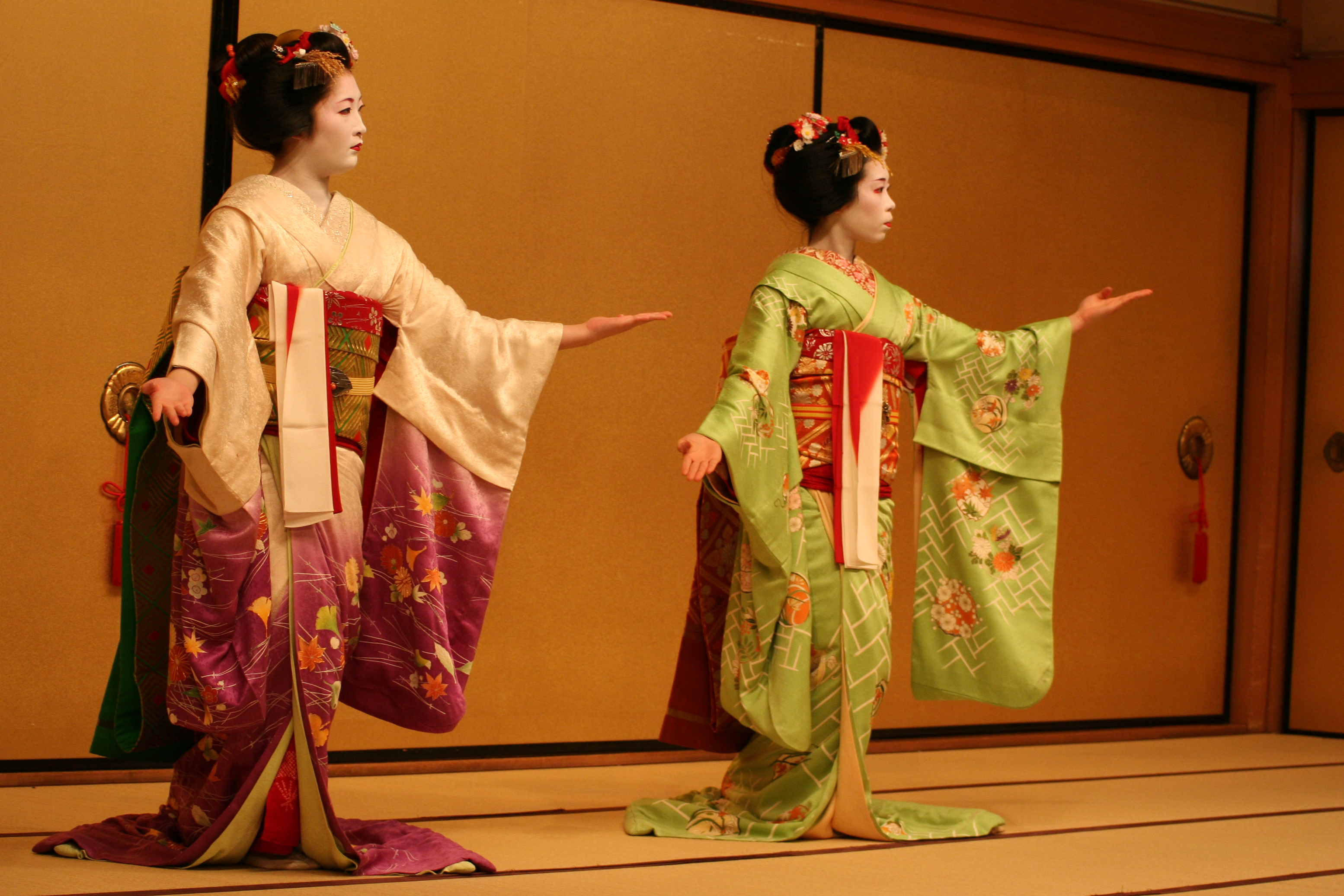
Maikos.

Hoy en día, las únicas mujeres jóvenes que visten este kimono de manera regular son las maiko (aprendices de geisha), pero este furisode tiene una variación en concreto, puesto que se trata del tipo hikizuri. Este diseño tiene la parte baja del kimono más larga y es por ello que para andar las maikos tiene que agarrar la parte sobrante con una mano, con lo que muestran el interior del kimono en el proceso. Los accesorios que son adecuados para ponerse con el furisode son: un kimono interior coloreadoy decorado según la técnica shibori o pintado con plantilla con técnica katazome; esto resaltara con el color del kimono; un obi de colores brillantes y de estilo fukuro; un obi-age confecciona en seda decorada con shibori, con lo que se mostraría una parte del mismo por encima del obi y finalmente unas sandalias zōri con un brocado dorado. Al contrario que otros estilos de kimono el furisode es fácil de distinguir del resto por sus características mangas largas, ya que no hay otros que tengasn unas mangas tan largas como este estilo de kimono.

## Leyendas relacionadas
El furisode es el protagonista en una leyenda japonesa que se supone causó la destrucción del Yedo o Edo, el nombre con el que se conocía a Tokio hasta 1868. La leyenda se encuentra en la recopilación de leyendas e historias de Lafcadio Hearn, conocido en otras traducciones como Leukás o Lefkáda.
Según se cuenta, 250 años atrás, la hija de un acaudalado mercader de la ciudad de los Shogunes se enamoró a primera vista de un apuesto y joven samurái mientras se encontraba en la celebración de un festival celebrado en un templo de la ciudad. La joven no consiguió encontrar al muchacho, pero recordó todo los detalles de este, tanto así que incluso recordaba sus vestimentas. Decidió mandar a fabricar un kimono con la misma tela, colores y blasones bordados para que si se volvía a encontrar con el joven, este pudiera fijarse en ella al instante. Este tipo de kimono, un furisode, estaba de moda en esa época. La muchacha lo usaba todos los días con esperanzas de encontrarlo, lo cuidaba con gran ímpetu, incluso fantaseaba y lloraba con que era su desconocido amado entre sus brazos y cada noche realizaba la oración secta de Nichire "Namu Myo hō renge kyō". De la pena de no encontrarlo, cayo enferma y murió, sus pertenencias fueron entregadas al templo budista de su parroquia, como era costumbre hacer con las pertenencias del fallecido. El buda decidió vender el furisode, pero a las tres jóvenes a las que se lo vendió, nada más usarlo una vez cayeron enfermas y murieron aterrorizadas porque un apuesto joven las atormentaba, debido a que el amor que sentían por él las llevaba a la tumba. El buda decidió quemar el traje en el jardín del templo, pero al comenzar apareció la oración "Namu Myo hō renge kyō" y las chispas quemaron el templo, que se fue propagando a la ciudad con la ayuda del viento de costa, dejando la ciudad sumergida en un mar de llamas. Este fenómeno es conocido en Japón como "El furisode Kwaji, el gran incendio del kimono de mangas largas", que tuvo lugar el decimoctavo día del primer mes del primer año de Meikeri en 1655.
Según el libro Kibun-Daijin, la protagonista de la leyenda se llamaba O-Samé y su padre, que era un acaudalado mercader, Hikoyémon y era comerciante de sake de Hyakushō, en el distrito de Azabu. Por lo visto O-Samé era una joven muy hermosa. En el libro también figura el nombre del templo que era Nichiren llamado Honmyōji, en el distrito de Hongo, sin embargo, Lafcadio Hearn no confiaba mucho en este libro porque la leyenda varía mucho con respecto a lo que él conoce como la original.